# تياغو مارتينز (حكم كرة قدم)
تياغو مارتينز (مواليد 29 مايو 1980) حكم كرة قدم برتغالي.